# Александер Ба
Александер Хартманн Ба (дан. Alexander Hartmann Bah, нар. 9 грудня 1997, Орслев, Данія) — данський футболіст гамбійського походження, фланговий захисник португальської «Бенфіки» та національної збірної Данії.

## Клубна кар'єра
Александер Ба народився у містечку Орслев у родині вихідців з Гамбії. Свою футбольну кар'єру він починав у місцевих клубах з нижчих дивізіонів. На дорослому рівні Ба дебютував у 2016 році у складі клубу «Несбю» у турнірі Другого дивізіону. У тому ж році футболіст перейшов до складу клубу Першого дивізіону - «ХБ Кеге», де провів 2 сезони, відмітившись високою як для захисника результативністю.
Влітку 2018 року Ба підписав контракт з клубом «Сеннер'юск» і 13 серпня захисник дебютував у данській Суперлізі. Гру молодого футболіста відмітили спеціалісти і в січні 2021 року він уклав контракт на 4,5 роки з чеським клубом «Славія» (Прага). Ба мав стати заміною Владимиру Цоуфалу, який пішов з клубу у кінці сезону 2019/20 і данець швидко став стабільним гравцем стартового складу. Свій перший гол за команду він забив 3 травня 2021 року у ворота «Вікторії» (Пльзень). Зі «Славією» Ба виграв «золотий дубль» у сезоні 2020/21. У сезоні 2021/22 він зіграв у 15 матчах у єврокубках і дійшов у складі «Славії» до чвертьфіналу Ліги конференцій.
7 червня 2022 року Ба підписав п’ятирічний контракт із португальською «Бенфікою», яка заплатила за гравця 8 мільйонів євро.

## Збірна
11 листопада 2020 року у товариському матчі проти команди Швеції Александер Ба дебютував у складі національної збірної Данії. І в першому ж матчі у збірній Ба відмітився забитим голом.

## Статистика виступів

### Статистика виступів за збірну
Станом на 15 серпня 2022
| Дата       | Місто     | Господарі  | Результат | Гості  | Турнір            | Голи | Примітки |
| ---------- | --------- | ---------- | --------- | ------ | ----------------- | ---- | -------- |
| 11-11-2020 | Бреннбю   | Данія      | 2 – 0     | Швеція | товариський матч  | 1    | 46'      |
| 15-11-2021 | Глазго    | Шотландія  | 2 – 0     | Данія  | Відбір до ЧС 2022 | -    | 81'      |
| 26-3-2022  | Амстердам | Нідерланди | 4 – 2     | Данія  | товариський матч  | -    | 46'      |
| Усього     |           | Матчів     | 3         |        | Голів             | 1    |          |

## Досягнення
Сеннер'юск
- Володар Кубка Данії (1): 2019/20

Славія (Прага)
- Чемпіон Чехії (1): 2020/21
- Володар Кубка Чехії (1): 2020/21

Бенфіка
- Чемпіон Португалії (1): 2022/23
- Володар Суперкубка Португалії (2): 2023, 2025
- Володар Кубка португальської ліги (1): 2024/25